# ام اند اس بنک
ام اند اس بنک (انگلیسی: M&S Bank) شرکت خدمات مالی و بانکداری بریتانیایی است، که در سال ۱۹۸۵ تأسیس شد.